# Église Notre-Dame de Seilhac
Pour les articles homonymes, voir Abbaye Saint-Pierre.
L'église Notre-Dame de Seilhac est une église située à Seilhac dans le département de la Corrèze.

## Histoire
Une première église est mentionnée au Xe siècle dans un legs au monastère de Tulle sous le nom de Sainte-Marie de Seilhac
.
En 1154, une bulle du pape Adrien II mentionne le seconde église dont il ne subsiste aujourd’hui que le chœur.
En 1660, un incendie détruisit la nef qui ne fut reconstruite qu'un siècle plus tard.
En 1955, la flèche fut détruite par un incendie provoqué par la foudre.

## Architecture
L'abside à pans coupés et le chœur ont été inscrits au titre des monuments historiques en 1977.

### Extérieur de l'église

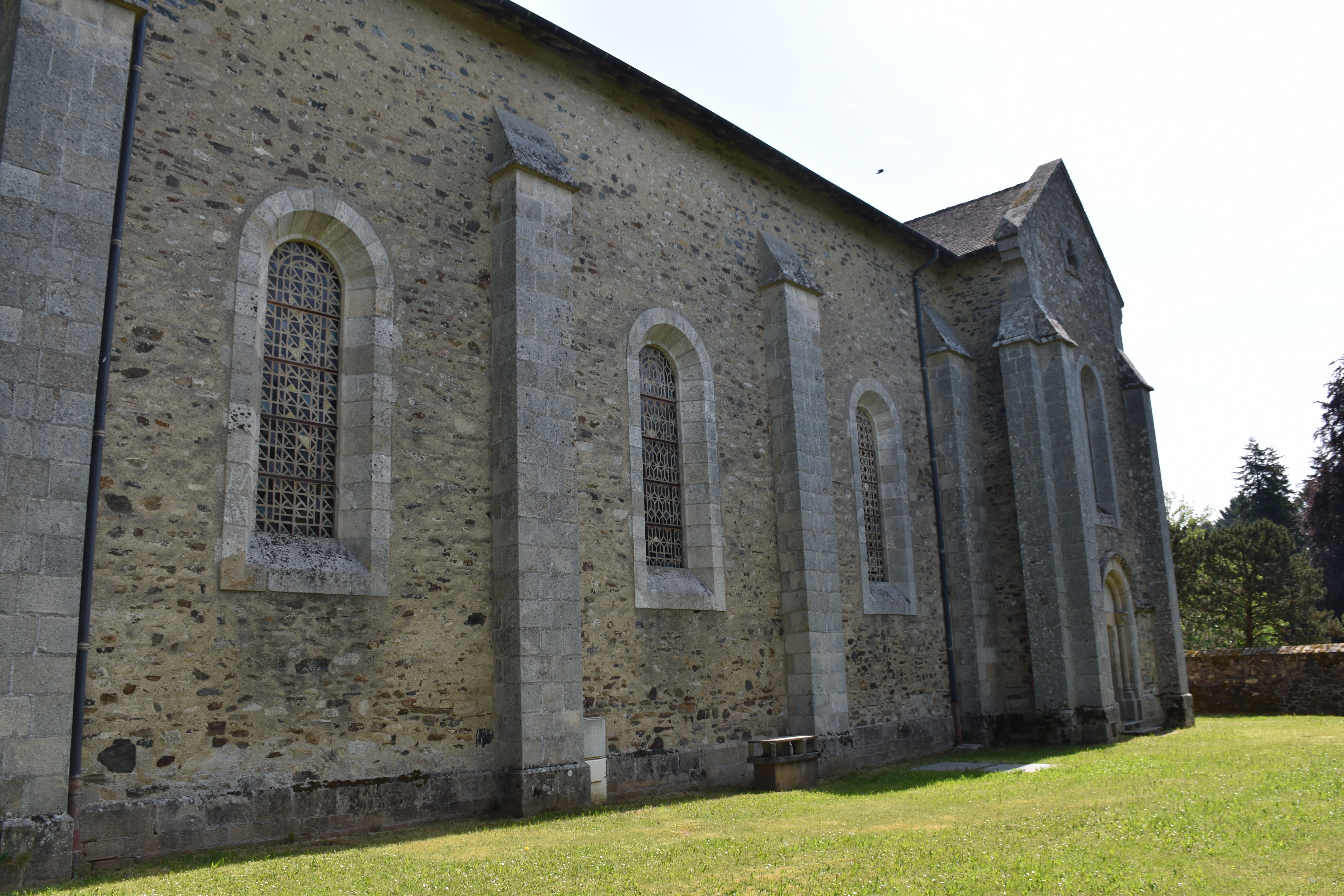
Vue du côté sud.
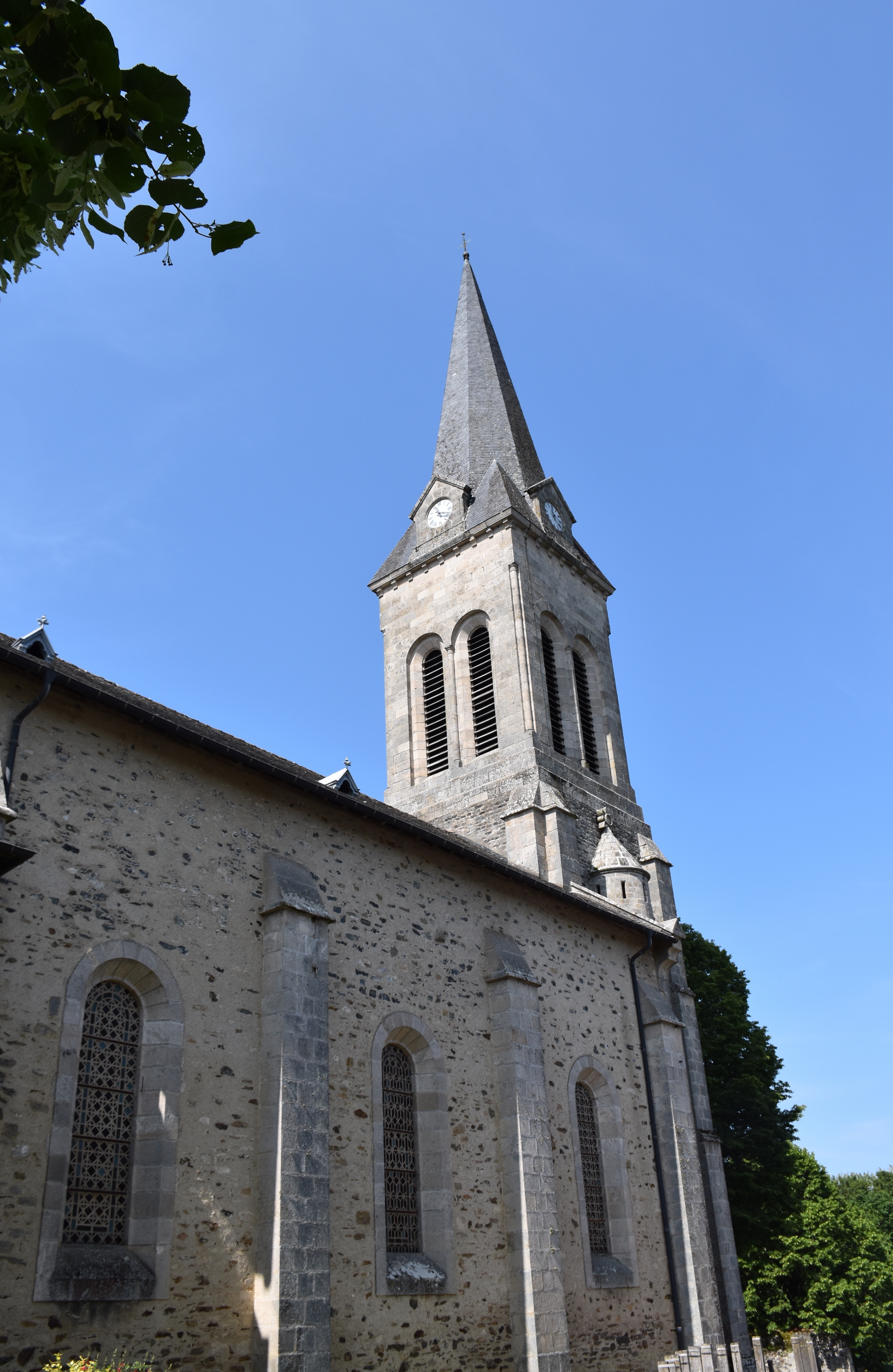
Le clocher.
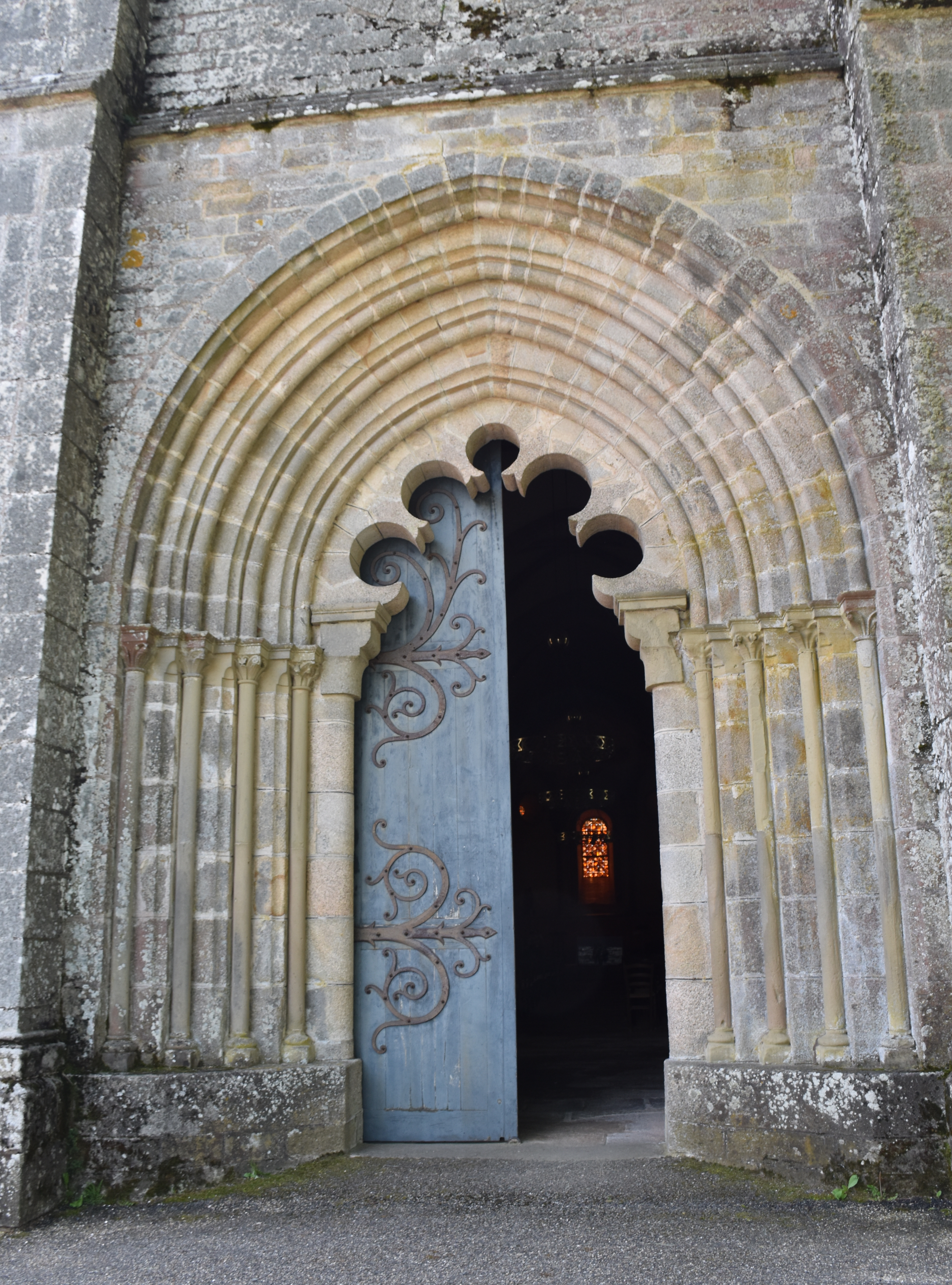
Le portail principal.
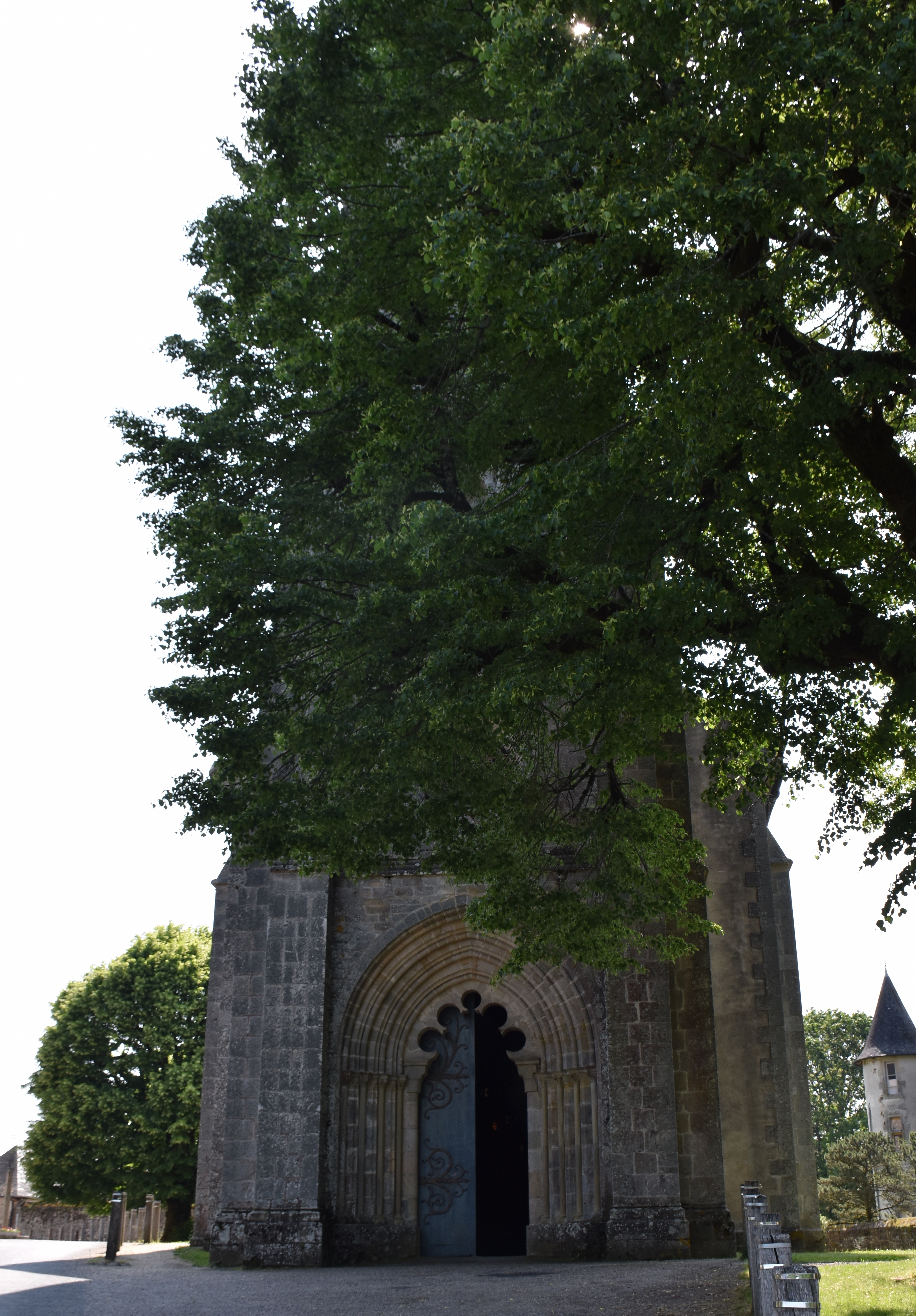
Vue de la façade occultée par un immense tilleul.
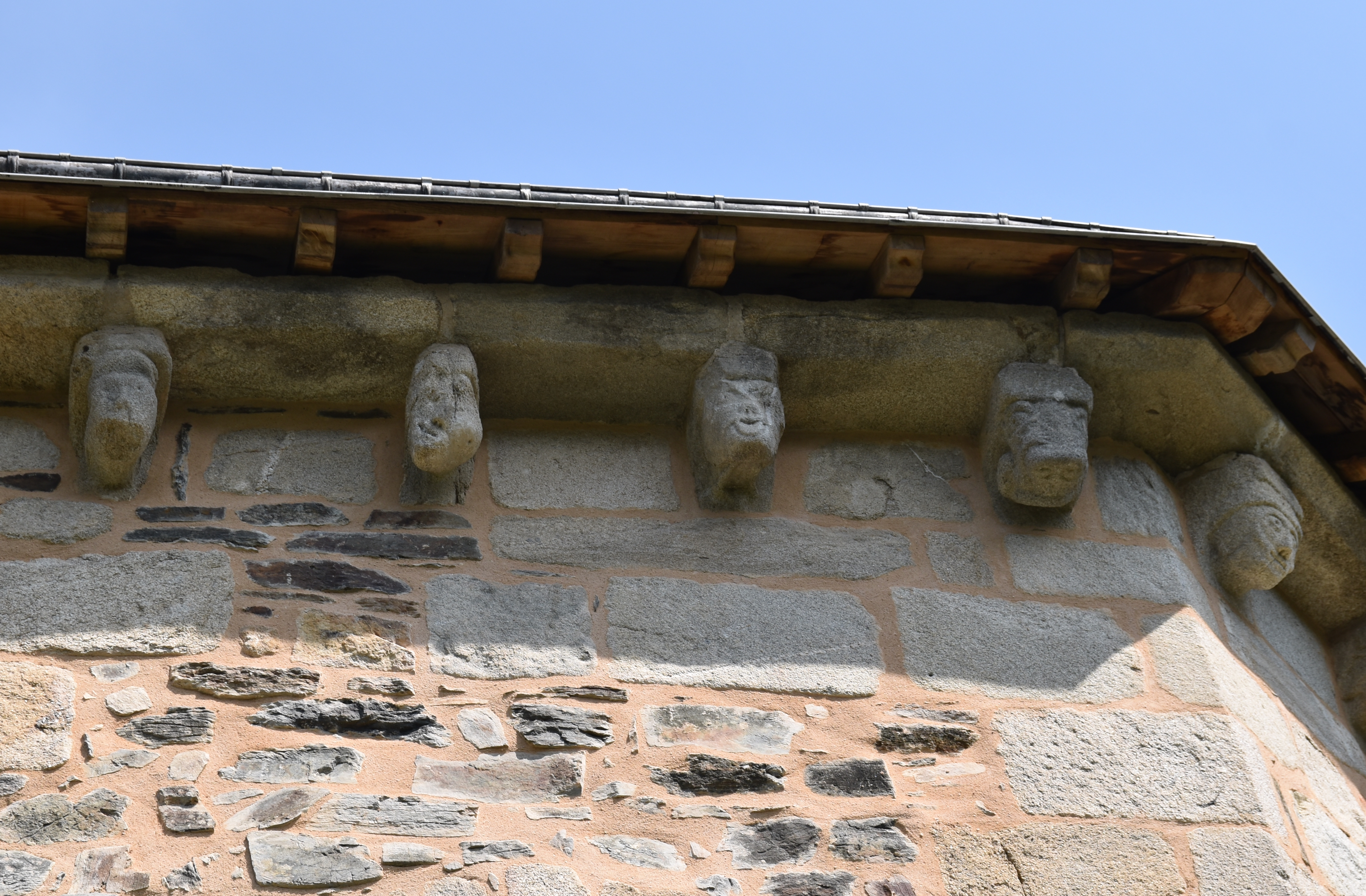
Détail des modillons du chevet.

### Intérieur de l'église

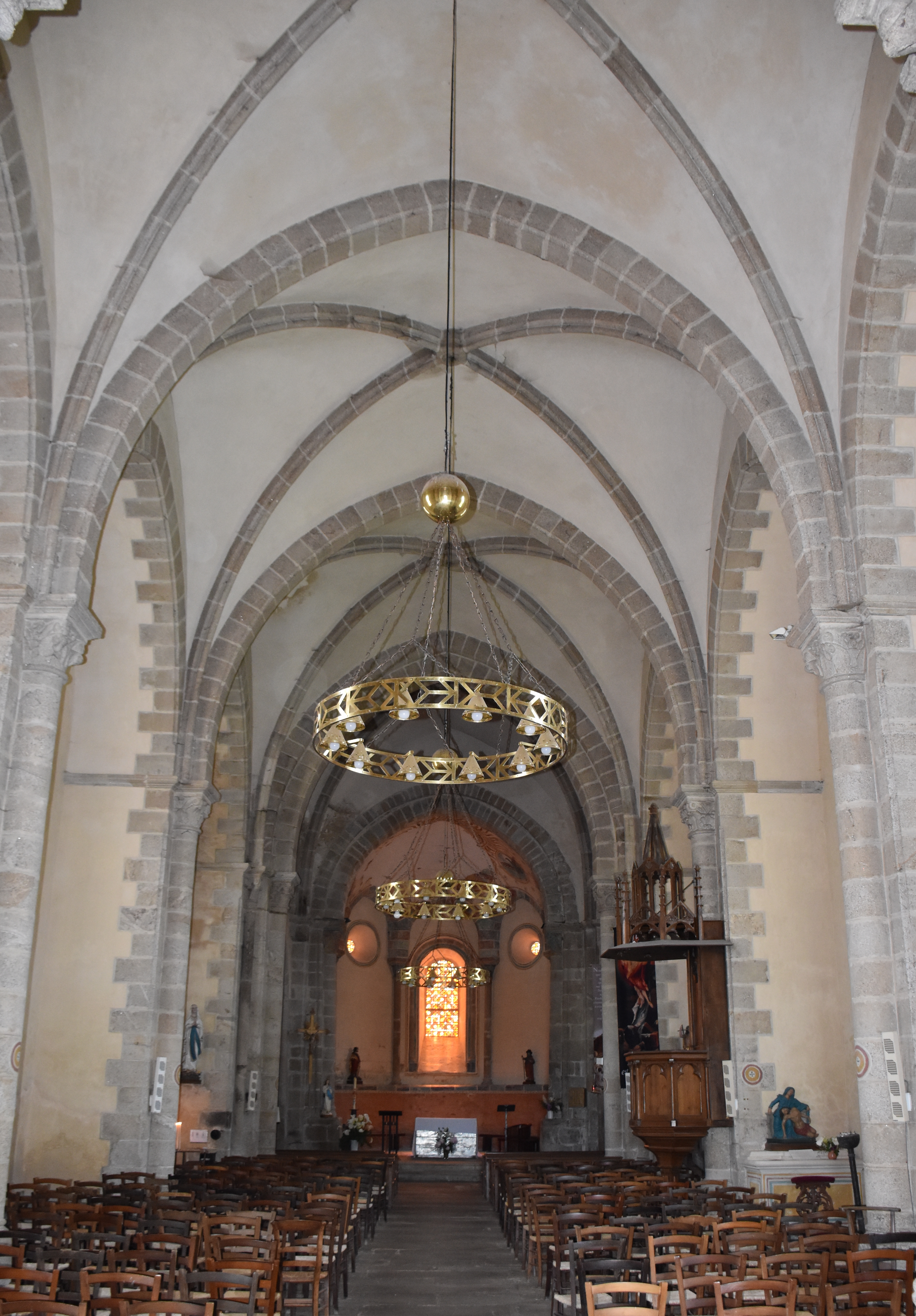
Vue de la nef.
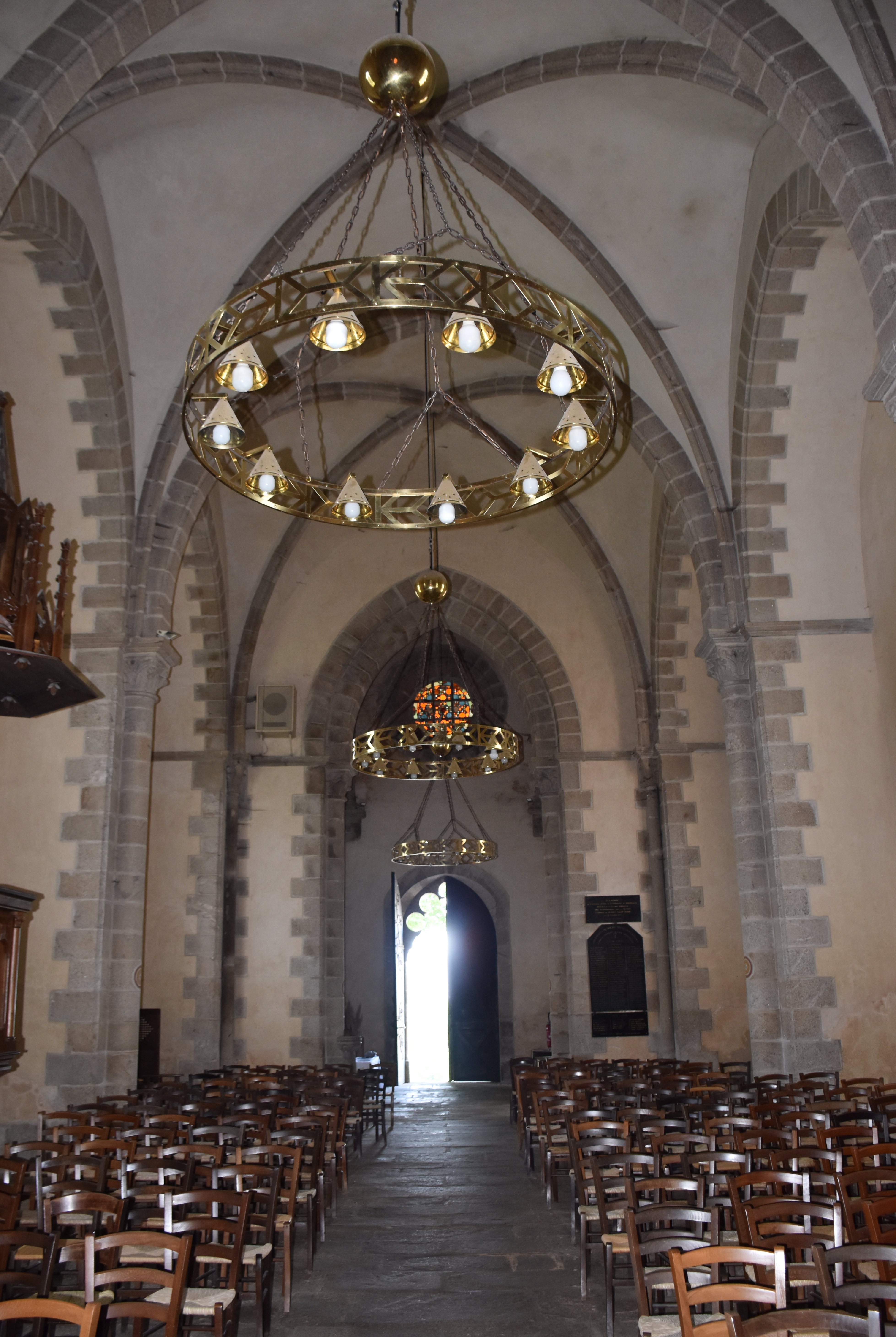
Vue de la nef côté porche.
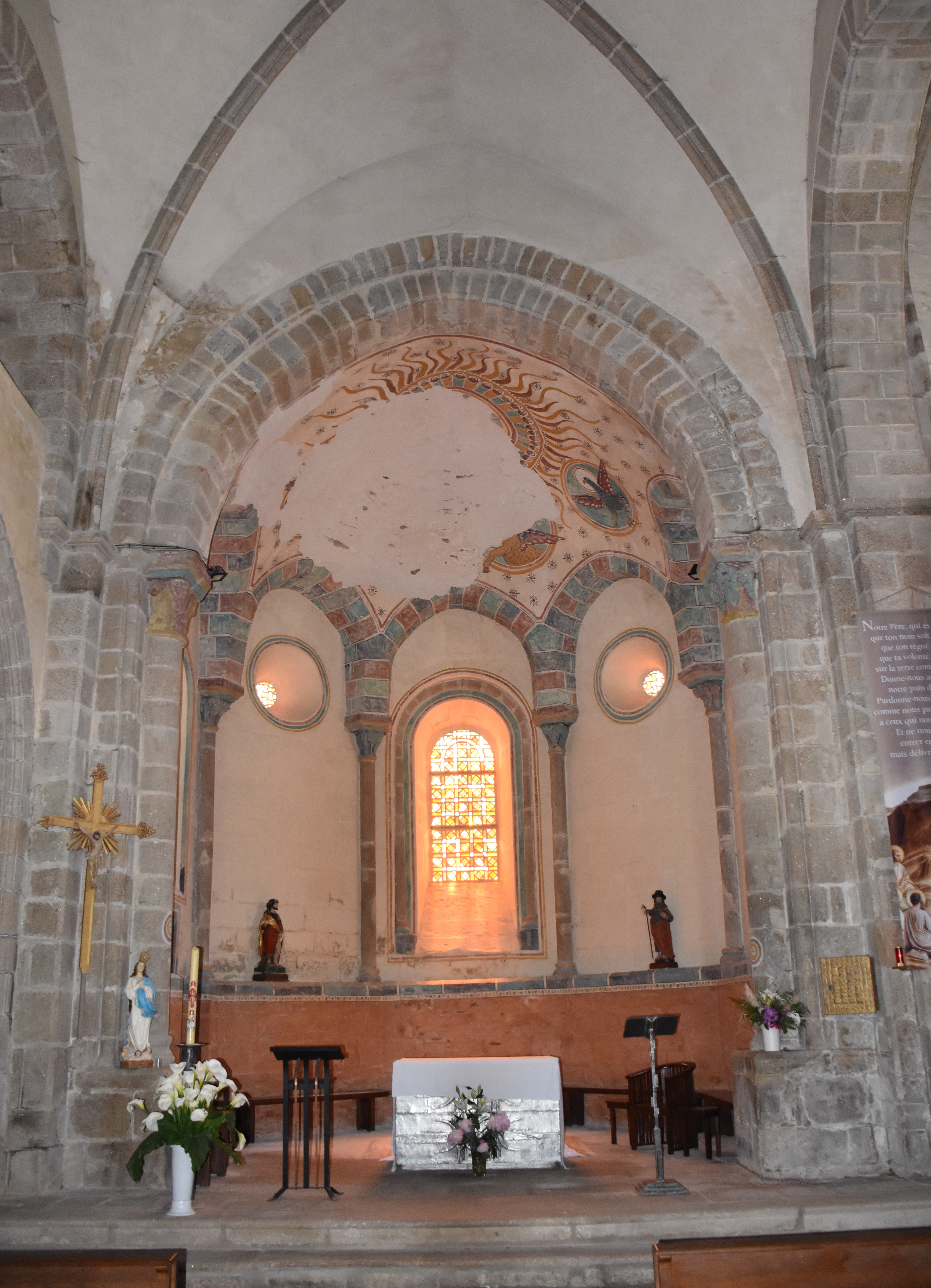
Le chœur.
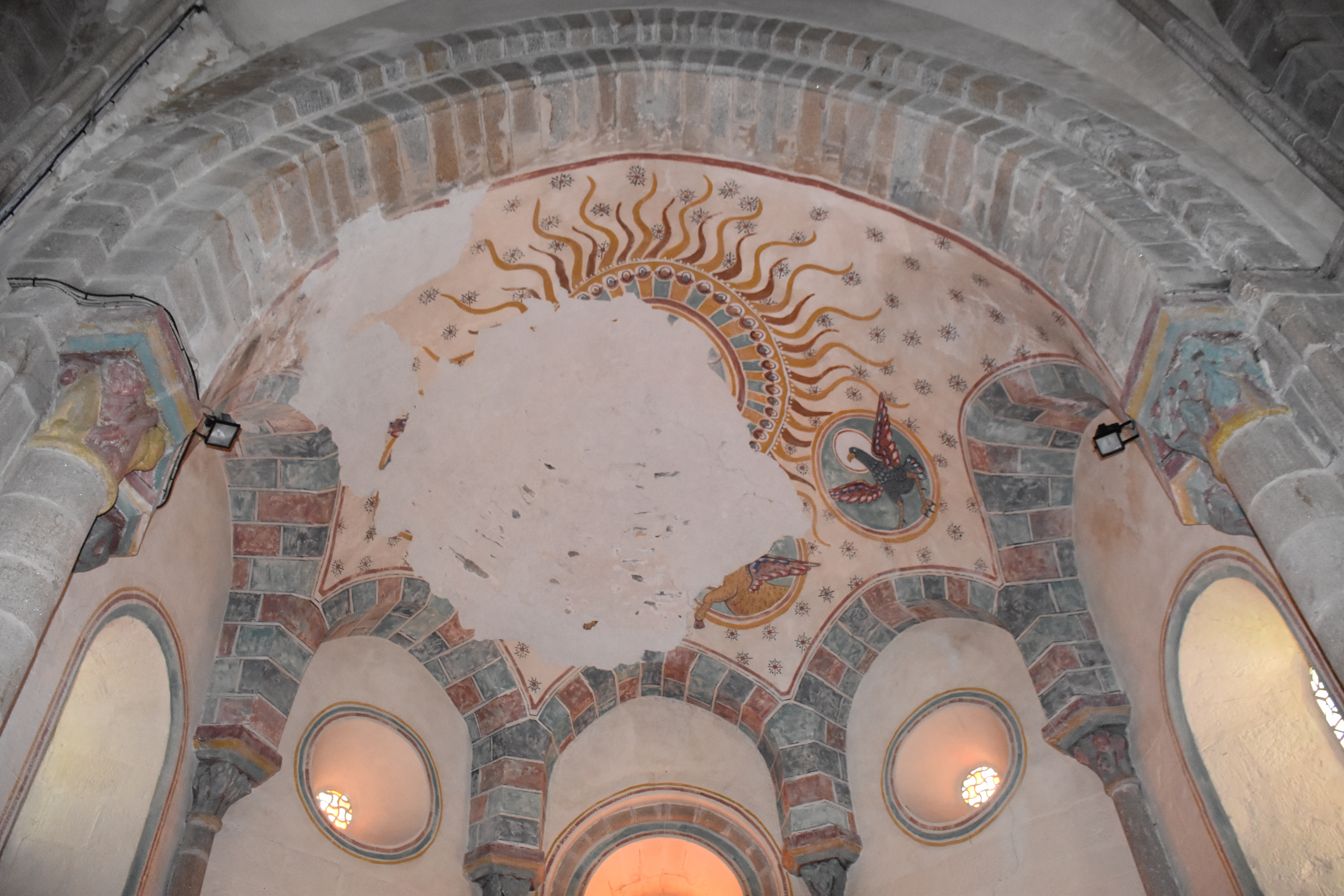
Détail des peintures du chevet.
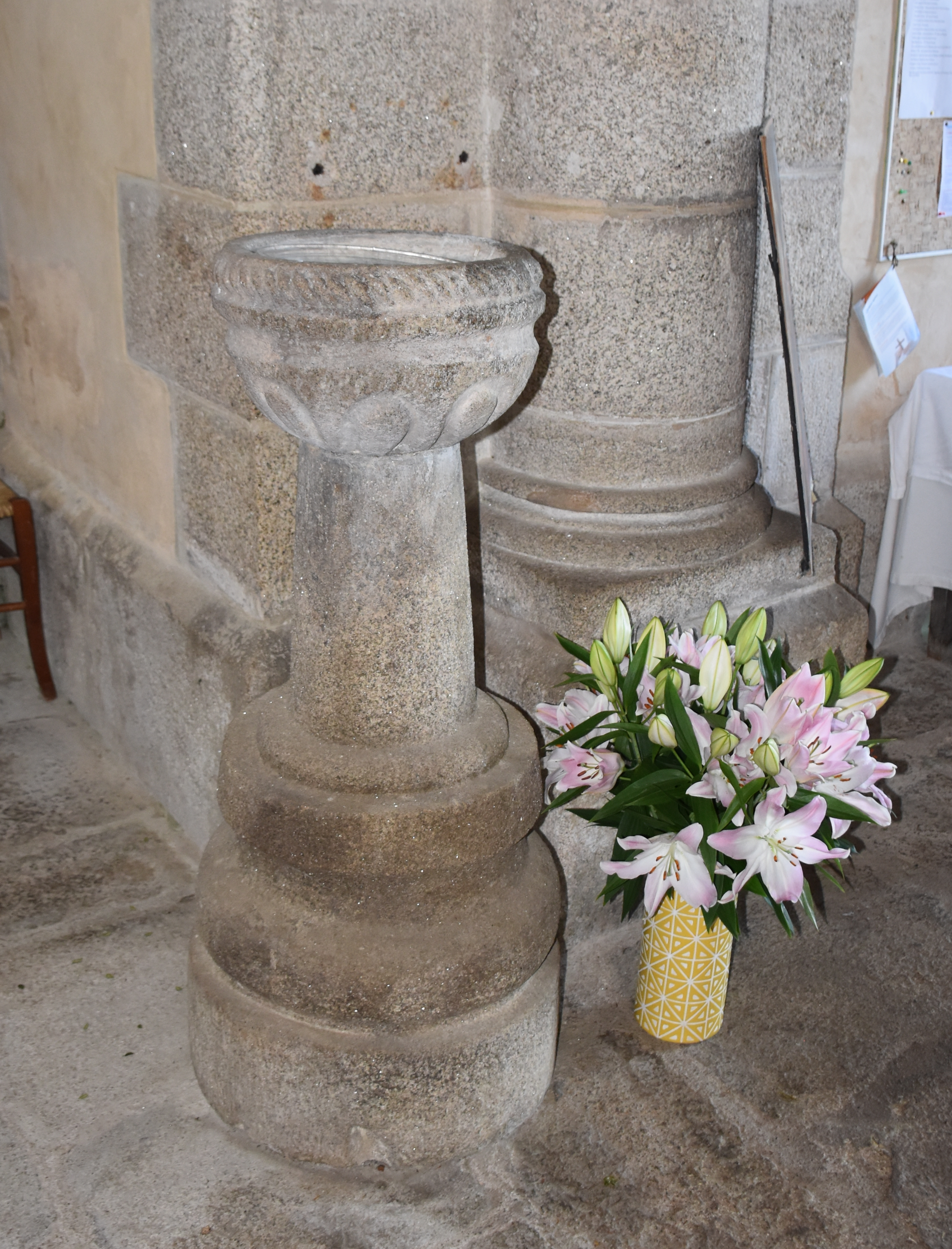
Le bénitier.

### Statues classées au titre des Monuments historiques

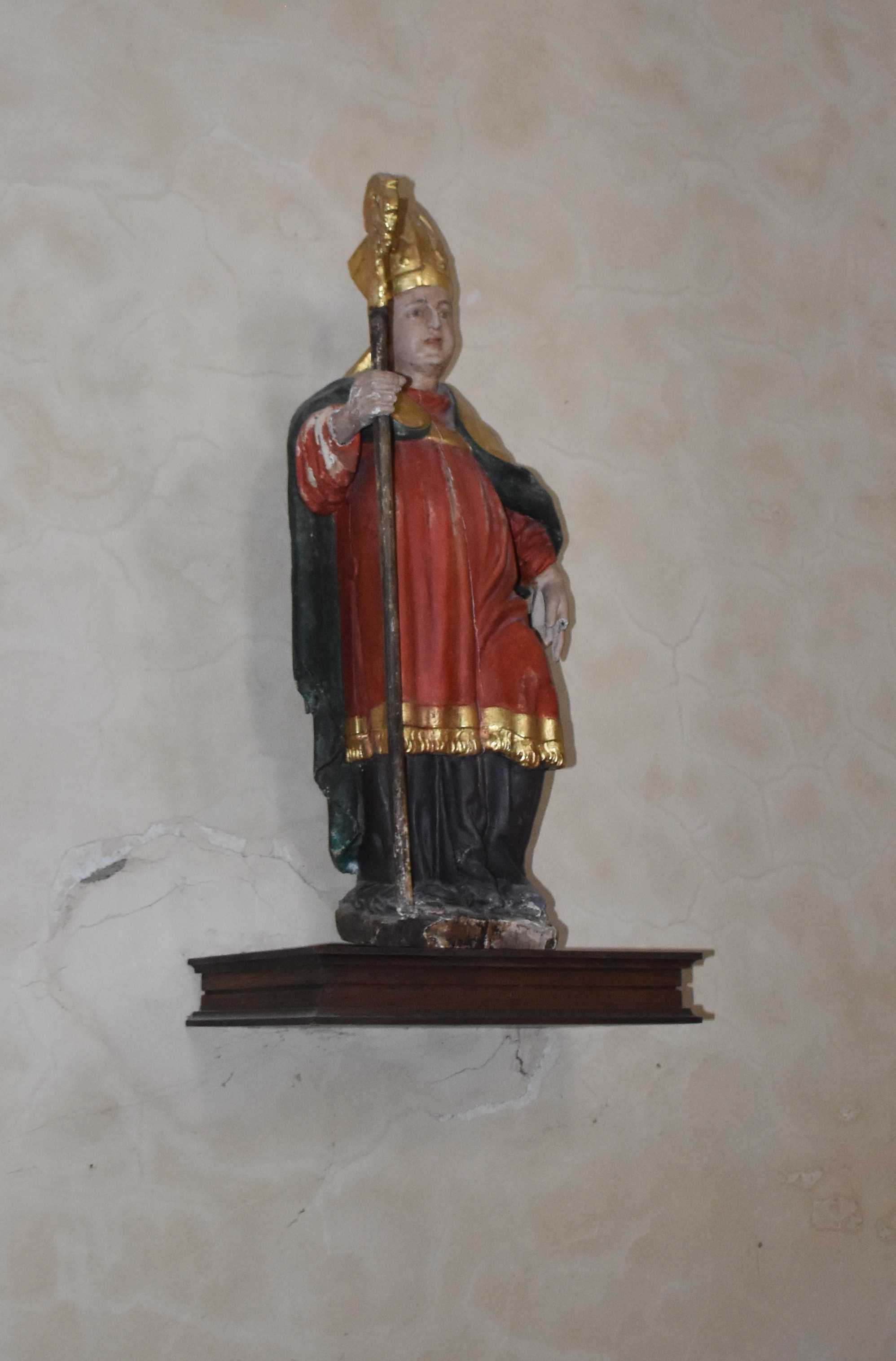
Statue de saint Eutrope.
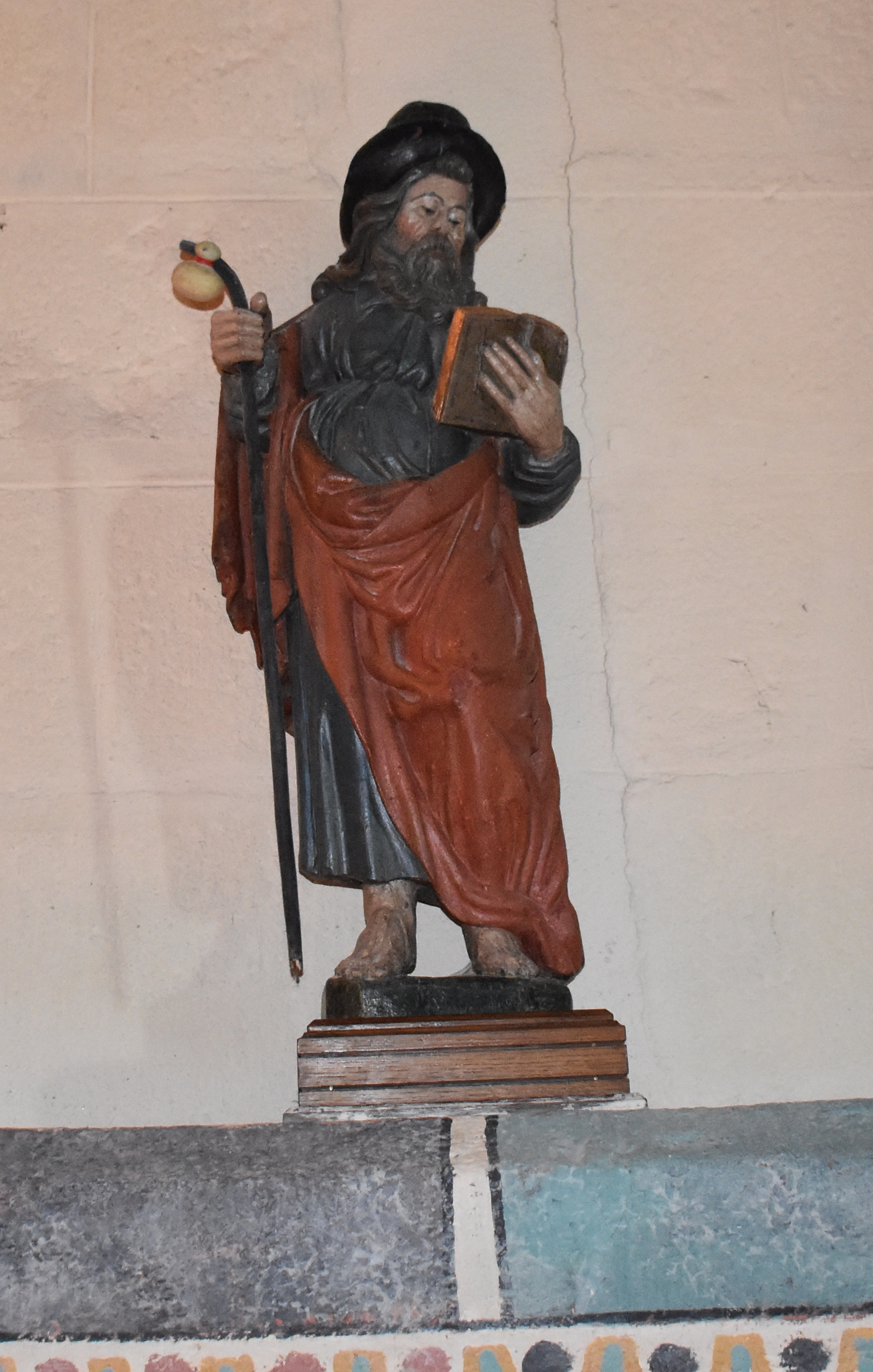
Statue de saint Jacques le Majeur.
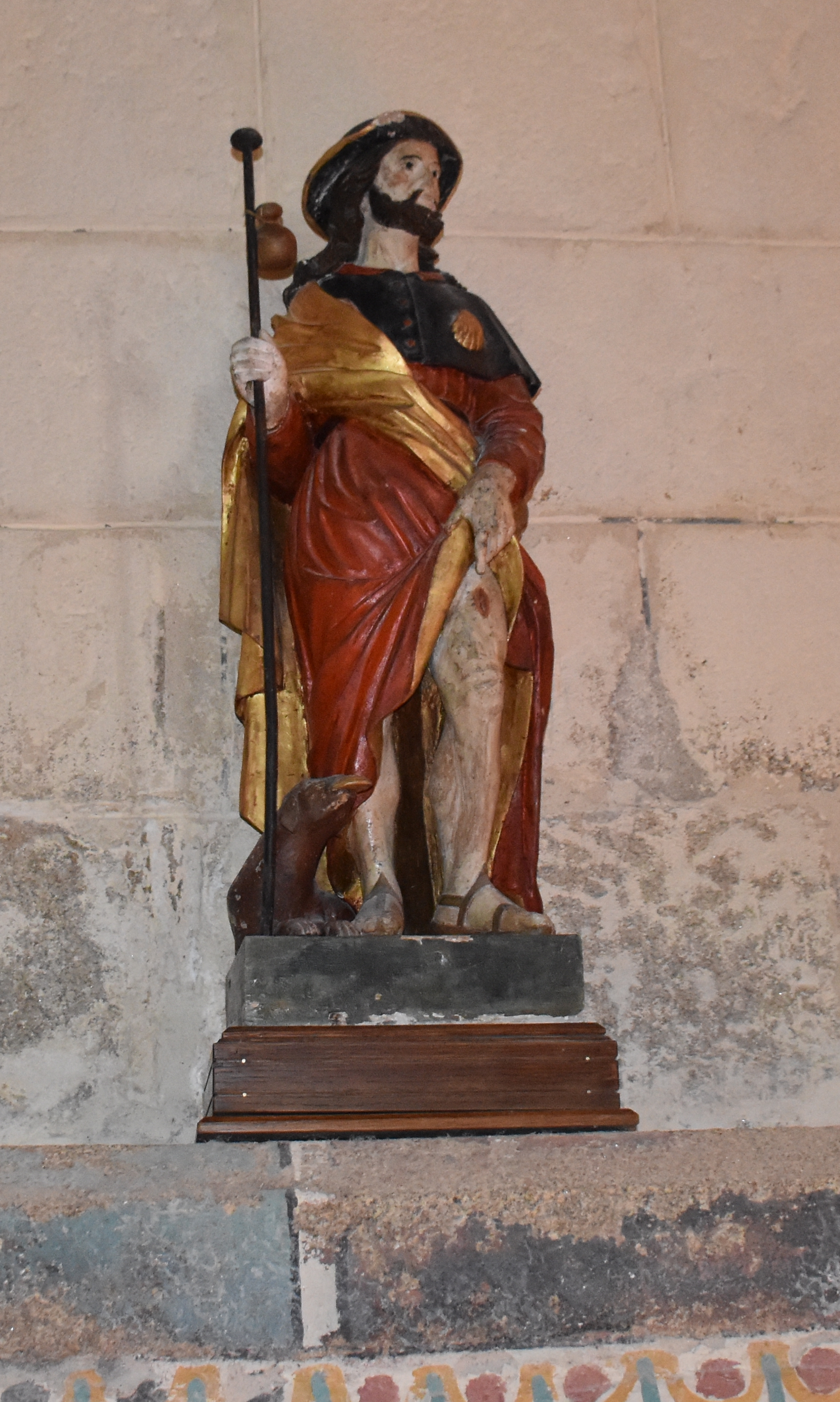
Statue de saint Roch.
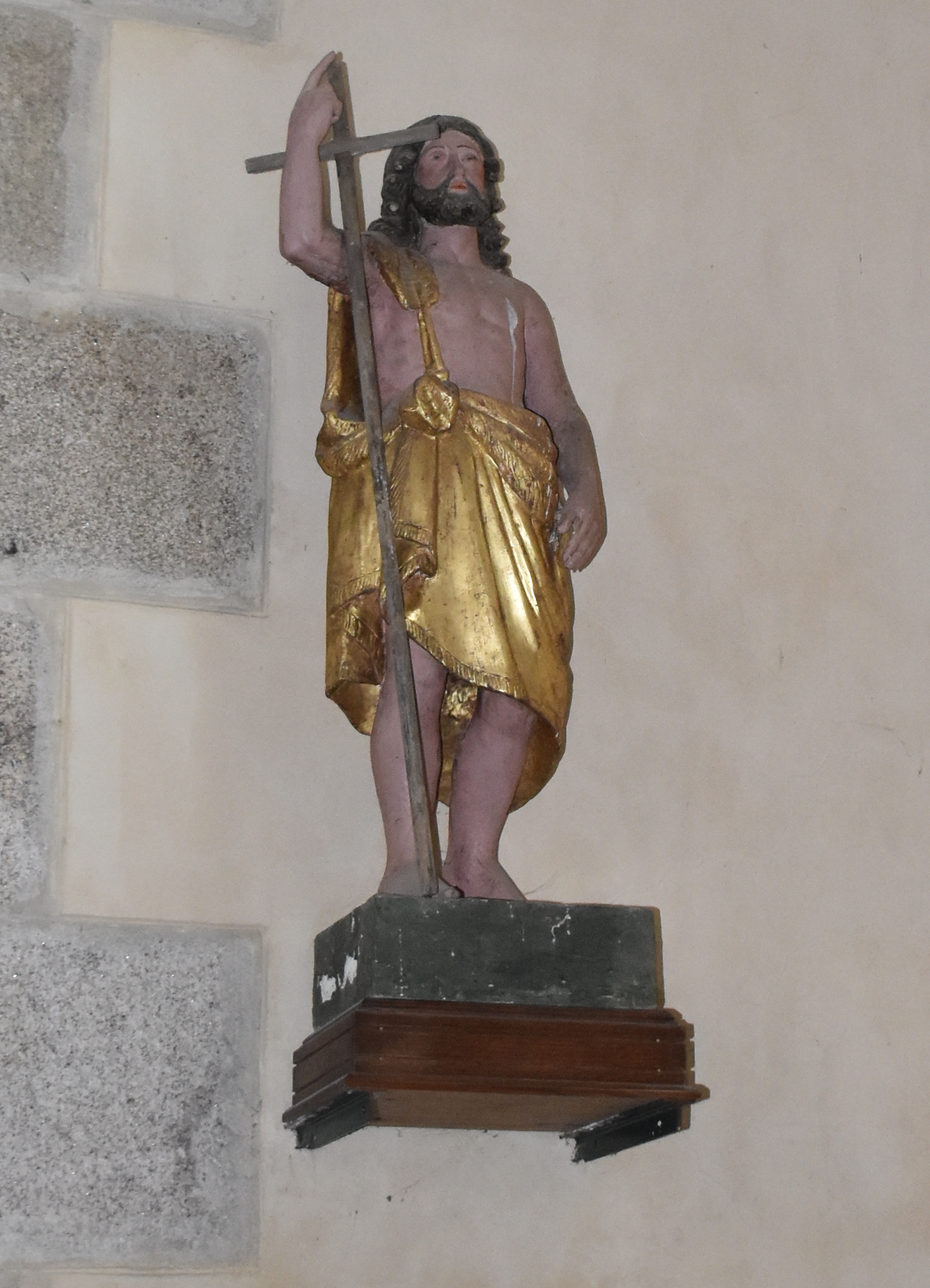
Statue de saint Jean-Baptiste.
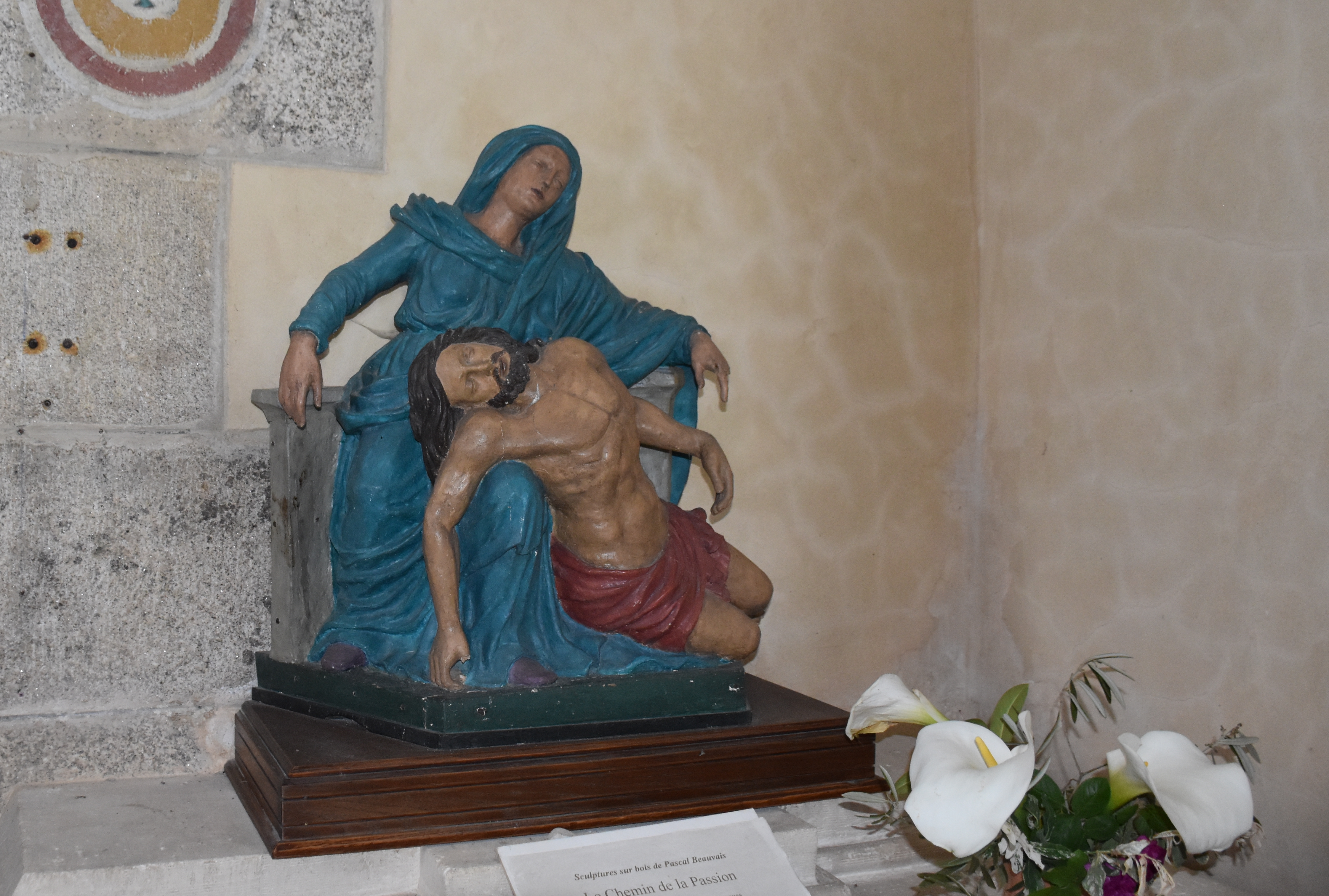
Vierge de Pitié.